# Saint-Hilaire-Fontaine
Saint-Hilaire-Fontaine é uma comuna francesa na região administrativa de Borgonha-Franco-Condado, no departamento Nièvre. Estende-se por uma área de 24,5 km². Em 2010 a comuna tinha 171 habitantes (densidade: 7 hab./km²).